# Epiphragma subfascipenne
Epiphragma subfascipenne är en tvåvingeart som beskrevs av Alexander 1920. Epiphragma subfascipenne ingår i släktet Epiphragma och familjen småharkrankar. Inga underarter finns listade i Catalogue of Life.